# إيفلين لانغلي
إيفلين لانغلي (بالإنجليزية: Eve Langley)‏ (1 سبتمبر 1904 في أستراليا - 1 يونيو 1974، كاتومبا في أستراليا)؛ كاتِبة ومؤلِّفة، شاعرة وروائية أسترالية.